# Гьокчеада (аеропорт)
Аеропорт Гьокчеада (IATA: GKD, ICAO: LTFK) (тур. Gökçeada Havalimanı) — цивільний аеропорт у Гьокчеада, провінція Чанаккале, Туреччина. 
Аеропорт, відкритий для цивільного повітряного сполучення у 2010 році, розташований за 6 км від центру міста Гьокчеада. 

## Статистика
Див. джерело запитів Вікіданих та джерела.